# Козьмінек (Великопольське воєводство)
Козьмінек (пол. Koźminek) — місто в Польщі, у гміні Козьмінек Каліського повіту Великопольського воєводства.
Населення — 1978 осіб (2011).
1 січня 2021 року набуло міських прав.

## Демографія
Демографічна структура станом на 31 березня 2011 року:
|          | Загалом | Допрацездатний вік | Працездатний вік | Постпрацездатний вік |
| -------- | ------- | ------------------ | ---------------- | -------------------- |
| Чоловіки | 993     | 194                | 707              | 92                   |
| Жінки    | 985     | 178                | 621              | 186                  |
| Разом    | 1978    | 372                | 1328             | 278                  |